# Cay Dietrich Voss
Cay Dietrich Voss (* 1910; † 17. September 1970) war ein deutscher Fernsehsprecher.

## Leben
Cay Dietrich Voss war Aufnahmeleiter der deutschen NS-Propagandafilme Bismarck (1940) und Der große König (1940/42).
Zuvor war er 1939 Direktorassistent des deutschen Filmes Das Große Los.
Seit dem 26. Dezember 1952 war er Off-Sprecher bei der Nachrichtensendung Tagesschau in der ARD, wo er zunächst nur im Hintergrund bei Fernsehberichten und Interviews zu hören war.
Seine Moderation beendete Cay Dietrich Voss 1962, acht Jahre vor seinem Tod.
Er war neben Manfred Schmidt, Karl-Heinz Köpcke, Martin Thon und Diether von Sallwitz der erste Sprecher, der bei der Tagesschau seit ihrem Gründungstag im Sendezentrum in Hamburg die Nachrichten ansagte. Als On-Sprecher war er erst ab 1959 vor der Kamera präsent.

## Hörspielregie
- 1946: Klabund: Der Kreidekreis (Hörspielbearbeitung – Mitteldeutscher Rundfunk (1946–1952))
- 1947: Paul van der Hurk: Schuß im Rampenlicht (Kriminalhörspiel – Mitteldeutscher Rundfunk (1946–1952))